# NGC 3729
NGC 3729 este o galaxie spirală situată în constelația Ursa Mare. A fost descoperită în 12 aprilie 1789 de către William Herschel. Se află la o distanță de 20,9 de megaparseci de Pământ.